# Francesca Genzo
Francesca Genzo (Trieste, 9 settembre 1993) è una canoista italiana.
Ha vinto una medaglia d'argento nel World Canoeing Championship nella specialità K2 200m.

## Premi
| World Canoeing Championship | World Canoeing Championship | World Canoeing Championship | World Canoeing Championship |
| Anno                        | Luogo                       | Medaglia                    | Competizione                |
| --------------------------- | --------------------------- | --------------------------- | --------------------------- |
| 2017                        | Račice ( Rep. Ceca)         | Argento                     | K2 200 m                    |